# Kipanga FC
El Kipanga FC es un equipo de fútbol de Zanzíbar que milita en la Primera División de Zanzíbar, la liga de fútbol más importante del país.

## Historia
Fue fundado el 1 de mayo de 1983 en el poblado de Kipanga de Zanzíbar y se han mantenido a la sombra del equipo importante de la zona, el KMKM, equipo que ha tenido más títulos y más logros. Cuenta con un título de la Primera División de Zanzíbar obtenido en la temporada 1999/2000.
A nivel internacional han participado en dos torneos continentales, el primero de ellos fue en la Copa Confederación de la CAF 2005, en la que fueron eliminados en la ronda preliminar por el KCC de Uganda.

## Palmarés
- Primera División de Zanzíbar: 1

1999/2000
- Copa de Zanzíbar: 1

2021/22

## Participación en competiciones de la CAF
| Temporada | Torneo                       | Ronda      | Club          | Casa | Visita | Global      |
| --------- | ---------------------------- | ---------- | ------------- | ---- | ------ | ----------- |
| 2005      | Copa Confederación de la CAF | Preliminar | KCC           | 1-1  | 0-1    | 1-2         |
| 2022/23   | Copa Confederación de la CAF | 1          | Al-Hilal Wau  | 1-1  | 1-1    | 2-2 (4-3 p) |
| 2022/23   | Copa Confederación de la CAF | 2          | Club Africain | 0-0  | 0-7    | 0-7         |